# 安东·唐契甫
安東·尼科洛夫·唐契甫（羅馬化：Anton Nikolov Donchev，1930年9月14日—2022年10月20日）是一名保加利亞歷史小說作家和保加利亞歷史電影編劇。2003年，他獲選為保加利亞科學院院士。他以其小說《Time of Parting》在國內外享有盛譽。

## 早期生活
唐契夫於1930年9月14日在布爾加斯出生，1948年畢業於大特爾諾沃高中，1953年畢業於索非亞大學法律系。他被拒絕了著名的大特爾諾沃法官的職位，並開始以寫作為職業。

## 職業生涯
唐契夫的第一部獨立小說《Samuel's Testimony》於1961年出版。他的第二本作品《Time of Parting》涉及17世紀洛多皮地區人口中的伊斯蘭教化問題。該小說寫於1964年，唐契夫只花了41天便完成。他憑藉這部小說成名，並獲得簡和歐文·史東基金會（Jane and Irving Stone Foundation）最佳歷史小說的提名。1987年，導演拉德米爾·史代可夫將其改編為電影《暴政時期》。2015年6月，在保加利亞國家電視台對觀眾的一次大規模調查中，《暴政時期》被選為保加利亞觀眾最喜愛的電影。

## 政治活動
唐契夫曾是截至1989年11月10日的「鞏固」委員會的共同創始人，現在是保加利亞社會黨的作家、出版商和體育演員。

## 個人生活
唐契夫的第一任妻子是西洋棋特級大師埃維利娜·特羅揚斯卡（Evelina Troyanska）。在他79歲生日時，唐契夫與64歲的保加利亞國家電台前記者雷娜·瓦西萊娃（Rayna Vasileva）結婚。
唐契夫於2022年10月20日在索菲亞逝世，享年92歲。

## 出版書籍
- 《Samuel's Testimony》（1961年）
- 《Time of Parting》（1964年）
- 《Nine Persons of Man》（1989年）
- 《A Testimony for Khan Asparuh, Knyaz Slav and Teres》（1968年－1992年）
- 《The Strange Knight of the Sacred Book》（1998年）
- 《The Three Lifes of Krakra》（2007年）
- 《The Legends of the Two Treasures》（2015年）
- 《The Shadow of Alexander the Great》（2016年）[4]

## 電影
- 《卡洛揚（英语：Kaloyan (film)）》（1963年）
- 《The Packet》（1972年）
- 《Burn to Light》（1976年）
- 《On the Other Side of the Mirror》（1977年）
- 《Return from Rome》（1977年）
- 《The Millions of Privalov》（1983年）
- 《暴政時期（英语：Time of Violence）》（1988年）

## 備註
1. ↑  "Time of Parting" is the favorite film of Bulgarian viewers " （页面存档备份，存于）, BNT, 7 June 2015
2. ↑  "Anton Donchev became a bridegroom of 79!" （页面存档备份，存于）, blitz, 23 January 2011
3. ↑  . Dnes. 20 October 2022  [20 October 2022]. （原始内容存档于2022-10-20）.
4. ↑  Panko Anchev, "Power as a Creator of History" （页面存档备份，存于）, in the newspaper Duma, issue no. 36, 13 February 2016

## 外部連結
- 安东·唐契甫在互联网电影资料库（IMDb）上的資料（英文）